# Тернопільська обласна премія імені Івана Пулюя
Тернопільська обласна премія імені Івана Пулюя — регіональна премія Тернопільської области. Заснована 2001 року на честь фізика та електротехніка, винахідника, організатора науки, публіциста, перекладача Біблії українською мовою, громадського діяча Івана Пулюя.

## Лауреати
- 2020 — Ольга Крупа[1]